# 超惑星战记
《超惑星战记》（日版名假名部分为“Metafight”的转写）是由日本的Sunsoft开发，於1988年6月17日發售的FC平台跑动射击游戏。2000年2月24日在Game Boy Color發售續作《メタファイトEX》。2017年3月3日發售重製版《超惑星戰記ZERO》。Peter Lerangis将游戏小说化，并由Scholastic Books出版。

## 遊戲系統
游戏共有8個关卡。游戏流畅的操作、关卡设计、精细的画面和音乐皆获得称赞。關卡有分兩種模式，一種是橫向卷軸、另一種是當駕駛員下車進入小入口時會切換到成在平面圖的迷宮舞台探索零件來強化車子和車子的副武器。高难度而无密码和存档点遭受部分玩家的批评。

## 故事概要
日版設定
宇宙歷2052年蘇菲亞第三行星（ソフィア第三惑星）遭受到強大的「GOEZ」率領著「Inbem黑暗星團」（インベム暗黒星団）的來襲而損傷。逃到衛星NORA的科學研究院集合力量開發一台對抗機器，他是破壞GOEZ的最終兵器－超行星萬能車輛「金屬攻擊者」（メタル・アタッカー，NORA/MA-01）。而搭乘者是天才少年駕駛員「凱恩·加德納」（ケイン·ガードナー）面臨激戰的故事。
歐美版設定
詹森和他的宠物青蛙弗雷德掉入地球的一个洞中。他在这里发现一辆战车「索菲亚三世」，并驾驶其和辐射变异生物战斗。玩家控制詹森和战车索菲亞三世，寻找弗雷德的下落，并击败变异生物和头目Plutonium。

## 外部連結
- Wii Virtual Console （页面存档备份，存于）（日語）
- 3DS Virtual Console （页面存档备份，存于）（日語）
- Wii U Virtual Console （页面存档备份，存于）（日語）
- Blaster Master Zero官方網站 （页面存档备份，存于）（日語）